# Marionfyfea
Genre
Marionfyfea est un genre de vers plats prédateurs terrestres de la famille des Geoplanidae (sous-famille des Rhynchodeminae).

## Systématique
Le nom valide complet (avec auteur) de ce taxon est Marionfyfea Winsor, 2011.
Marionfyfea a pour synonyme Fyfea Winsor, 2006. Le nom Fyfea était déjà utilisé par Fyfea H. J. Finlay & Marwick, 1937 †, un genre de gastéropode de la famille des Turbinellidae. 

### Liste des espèces
Selon la base de données World Register of Marine Species (20 janvier 2024), le genre Marionfyfea contient deux espèces :
- Marionfyfea adventor Fyfe, 1953
- Marionfyfea carnleyi Jones & Sluys, 2016[2]